# Chris Cagle

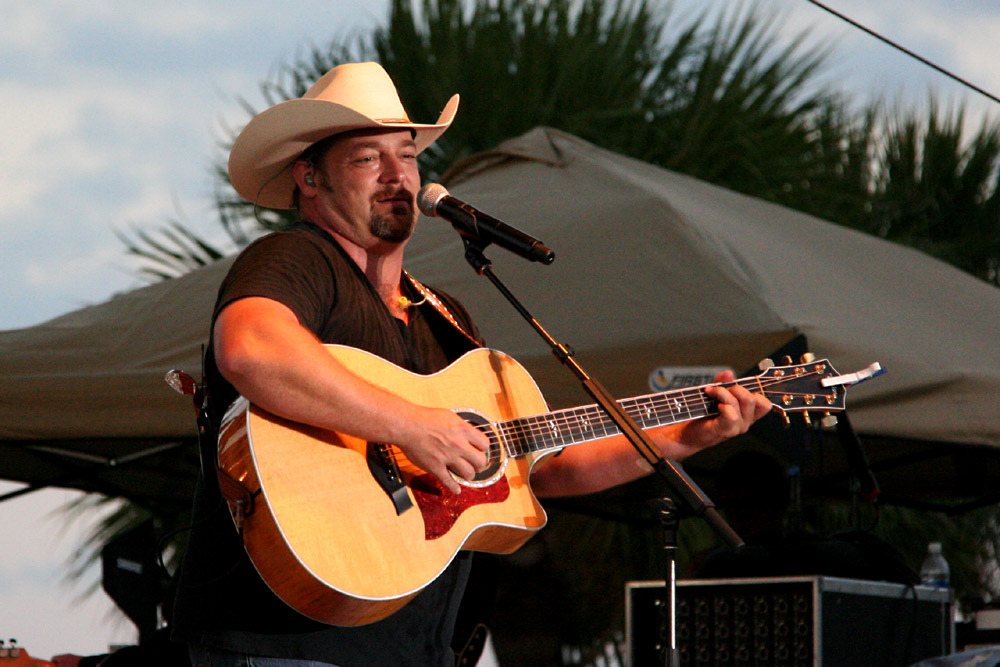
Chris Cagle (2010)

Chris Cagle (* 10. November 1968 in DeRidder, Louisiana) ist ein US-amerikanischer Country-Sänger. Sein größter Erfolg war die Nummer-eins-Single I Breathe In, I Breathe Out. 2015 beendete er seine Karriere.

## Leben
Bis zum Alter von vier Jahren lebte der Sohn eines leitenden Angestellten von Exxon in DeRidder, Louisiana und zog dann mit seiner Familie in einen Vorort von Houston, Texas. Mit sechs Jahren begann Cagle Gitarrenstunden zu nehmen, gab diese allerdings nach einiger Zeit wieder auf, da seine Hände für die klassische Konzertgitarre zu klein waren. Während seiner High-School-Zeit begann er mit dem Klavierspielen und nahm bald auch wieder die Gitarre in die Hand.
Cagle schrieb sich an der University of Texas at Arlington ein, doch er verbrachte immer mehr Zeit mit abendlichen Auftritten in Clubs, bis er mit 19 sein Studium aufgab, um sich vollständig der Musik zu widmen. 1994 zog er nach Nashville, Tennessee und arbeitete dort an seinem Songwriting, unter anderem mit Hilfe von Songwriter Harlan Howard, der schließlich auch Cagles ersten Song veröffentlichte.
Einige Jahre später traf Cagle auf die Produzentin Donna Duarte, die er einlud, den Aufnahmen einiger Demotapes beizuwohnen. Duarte präsentierte anschließend Cagles Songs ihrem Arbeitgeber Scott Hendricks, dem Präsidenten von Virgin Records Nashville, der Cagle unter Vertrag nahm.
Als Virgin Records seine Countryabteilung schloss, wechselte Cagle zu Capitol Records in Nashville, wo er 2001 sein erstes Album Play it Loud veröffentlichte. Es folgten sein erster Nr.-1-Hit in den Country-Charts mit dem Song I Breathe In, I Breathe Out sowie weitere Alben in den Jahren 2003 und 2005.
Cagles viertes Studioalbum mit dem Titel My Life’s Been a Country Song erschien im Februar 2008. 2012 folgte sein bislang letztes Album Back in the Saddle.
Im Mai 2008 wurde Cagle in Nashville wegen eines tätlichen Angriffs auf seine Freundin verhaftet. Im Dezember 2013 wurde er erneut verhaftet. Dieses Mal wurde ihm vorgeworfen, betrunken Auto gefahren zu sein.

## Diskografie

### Alben
| Jahr | Titel                         | Höchstplatzierung, Gesamtwochen, AuszeichnungChartplatzierungen (Jahr, Titel, Platzierungen, Wochen, Auszeichnungen, Anmerkungen) | Höchstplatzierung, Gesamtwochen, AuszeichnungChartplatzierungen (Jahr, Titel, Platzierungen, Wochen, Auszeichnungen, Anmerkungen) | Anmerkungen |
| Jahr | Titel                         | US | Country | Anmerkungen |
| ---- | ----------------------------- | --- | --- | ----------- |
| 2000 | Play It Loud                  | US164 Gold · (24 Wo.)US | Country19 (99 Wo.)Country |             |
| 2003 | Chris Cagle                   | US15 Gold · (36 Wo.)US | Country1 (75 Wo.)Country |             |
| 2005 | Anywhere but Here             | US24 (20 Wo.)US | Country4 (48 Wo.)Country |             |
| 2008 | My Life’s Been a Country Song | US8 (9 Wo.)US | Country1 (27 Wo.)Country |             |
| 2012 | Back in the Saddle            | US27 (6 Wo.)US | Country6 (53 Wo.)Country |             |

### Kompilationen
| Jahr | Titel                   | Höchstplatzierung, Gesamtwochen, AuszeichnungChartplatzierungen (Jahr, Titel, Platzierungen, Wochen, Auszeichnungen, Anmerkungen) | Höchstplatzierung, Gesamtwochen, AuszeichnungChartplatzierungen (Jahr, Titel, Platzierungen, Wochen, Auszeichnungen, Anmerkungen) | Anmerkungen |
| Jahr | Titel                   | US | Country | Anmerkungen |
| ---- | ----------------------- | --- | --- | ----------- |
| 2010 | The Best of Chris Cagle | — | Country34 (29 Wo.)Country |             |
| 2012 | 10 Great Songs          | — | Country68 (1 Wo.)Country |             |
| 2013 | Icon                    | — | Country48 (3 Wo.)Country |             |

### Singles
| Jahr | Titel Album                                   | Höchstplatzierung, Gesamtwochen, AuszeichnungChartplatzierungen (Jahr, Titel, Album, Platzierungen, Wochen, Auszeichnungen, Anmerkungen) | Höchstplatzierung, Gesamtwochen, AuszeichnungChartplatzierungen (Jahr, Titel, Album, Platzierungen, Wochen, Auszeichnungen, Anmerkungen) | Anmerkungen |
| Jahr | Titel Album                                   | US | Country | Anmerkungen |
| ---- | --------------------------------------------- | --- | --- | ----------- |
| 2000 | My Love Goes On and On Play It Loud           | US76 (11 Wo.)US | Country15 (23 Wo.)Country |             |
| 2001 | Laredo Play It Loud                           | US60 (12 Wo.)US | Country8 (31 Wo.)Country |             |
| 2001 | I Breathe In, I Breathe Out Play It Loud      | US35 (20 Wo.)US | Country1 (36 Wo.)Country |             |
| 2002 | Country by the Grace of God Play It Loud      | — | Country33 (20 Wo.)Country |             |
| 2002 | What a Beautiful Day Chris Cagle              | US41 (20 Wo.)US | Country4 (32 Wo.)Country |             |
| 2003 | Chicks Dig It Chris Cagle                     | US53 (15 Wo.)US | Country5 (30 Wo.)Country |             |
| 2004 | I’d Be Lying Chris Cagle                      | — | Country39 (13 Wo.)Country |             |
| 2005 | Miss Me Baby Anywhere but Here                | US67 (14 Wo.)US | Country12 (31 Wo.)Country |             |
| 2006 | Wal-Mart Parking Lot Anywhere but Here        | — | Country42 (9 Wo.)Country |             |
| 2006 | Anywhere but Here                             | — | Country52 (9 Wo.)Country |             |
| 2007 | What Kinda Gone My Life’s Been a Country Song | US54 (20 Wo.)US | Country3 (40 Wo.)Country |             |
| 2008 | No Love Songs My Life’s Been a Country Song   | — | Country53 (3 Wo.)Country |             |
| 2011 | Got My Country On Back in the Saddle          | US86 (9 Wo.)US | Country12 (38 Wo.)Country |             |
| 2012 | Let There Be Cowgirls Back in the Saddle      | US96 (3 Wo.)US | Country26 (31 Wo.)Country |             |

Weitere Singles
- 2008: Never Ever Gone
- 2013: Dance Baby Dance